# Södra Skummeslövs naturreservat
Södra Skummeslöv är ett naturreservat beläget mellan Eskilstorpsstrand i Skåne och Skummeslövsstrand i Halland. Det är beläget i Skummeslövs socken i Laholms kommun. Reservatet kännetecknas av planterad tallskog och genomkorsas av vältrampade stigar.
Reservaten Skummeslöv södra och Skummeslöv norra utgör tillsammans 111 ha av Skummeslövs flygsandfält som 1819 uppmättes till 291 ha. Stora delar av det forna flygsandfältet är idag bebyggt. Flygsandfälten planterades med tall runt sekelskiftet 1900 för att sandflykten skulle minskas. Södra reservatet delas av en några meter hög dynrygg i en västlig lågt växande del och ostlig högre del.
Helt nära ligger Svarvareskogens naturreservat som också är en del av Skummelövs flygsandsfält.